# Пещера Скэришоара
Пещера Скэришоара (рум. Peștera Scărișoara), — одна из самых больших ледяных пещер в Румынских горах Апусени, входит в состав Карпатского хребта. Объект относится к одним из природных чудес Румынии, также Скэришоара является ледниковой пещерой.

## История
Впервые упомянут в 1863 году австрийским географом Арнольдом Шмидлом, который составил первую карту пещеры, Скэришоара была позже исследована румынским учёным и спелеологом Эмилем Раковицэ между 1921 и 1923 годами, он рассказал о пещере в своей работе 1927 года. Ледяная пещера образовалась 3500 лет назад, во время оледенений, когда эти горы были покрыты снегом и льдом. Точная дата, когда пещера была впервые открыта, неизвестна.

## Доступность
Часть пещеры открыта для туристов, но доступ к некоторым частям зарезервирован для научных исследований.